# Chlorogomphus iriomotensis
Chlorogomphus iriomotensis é uma espécie de libelinha da família Cordulegastridae.
É endémica de Japão.